# Charlotte Porter
Charlotte Porter es una deportista neozelandesa que compite en vela en la modalidad de match race. Ganó dos medallas de plata en el Campeonato Mundial de Match Race Femenino, en los años 2022 y 2024.

## Palmarés internacional
| Campeonato Mundial | Campeonato Mundial       | Campeonato Mundial | Campeonato Mundial |
| Año                | Lugar                    | Medalla            | Clase              |
| ------------------ | ------------------------ | ------------------ | ------------------ |
| 2022               | Auckland (Nueva Zelanda) | Medalla de plata   | Match race         |
| 2024               | Yeda (Arabia Saudita)    | Medalla de plata   | Match race         |